# Дуранго (штат)
Дура́нго (ісп. Durango, ацт. Durango) — штат в Мексиці, на заході Мексиканського нагір'я. Площа 123 181 км². Населення 1 448 661 чоловік (2002). Адміністративний центр — місто Вікторія-де-Дуранго.

## Історія

### Період нестабільності (1824—1867)

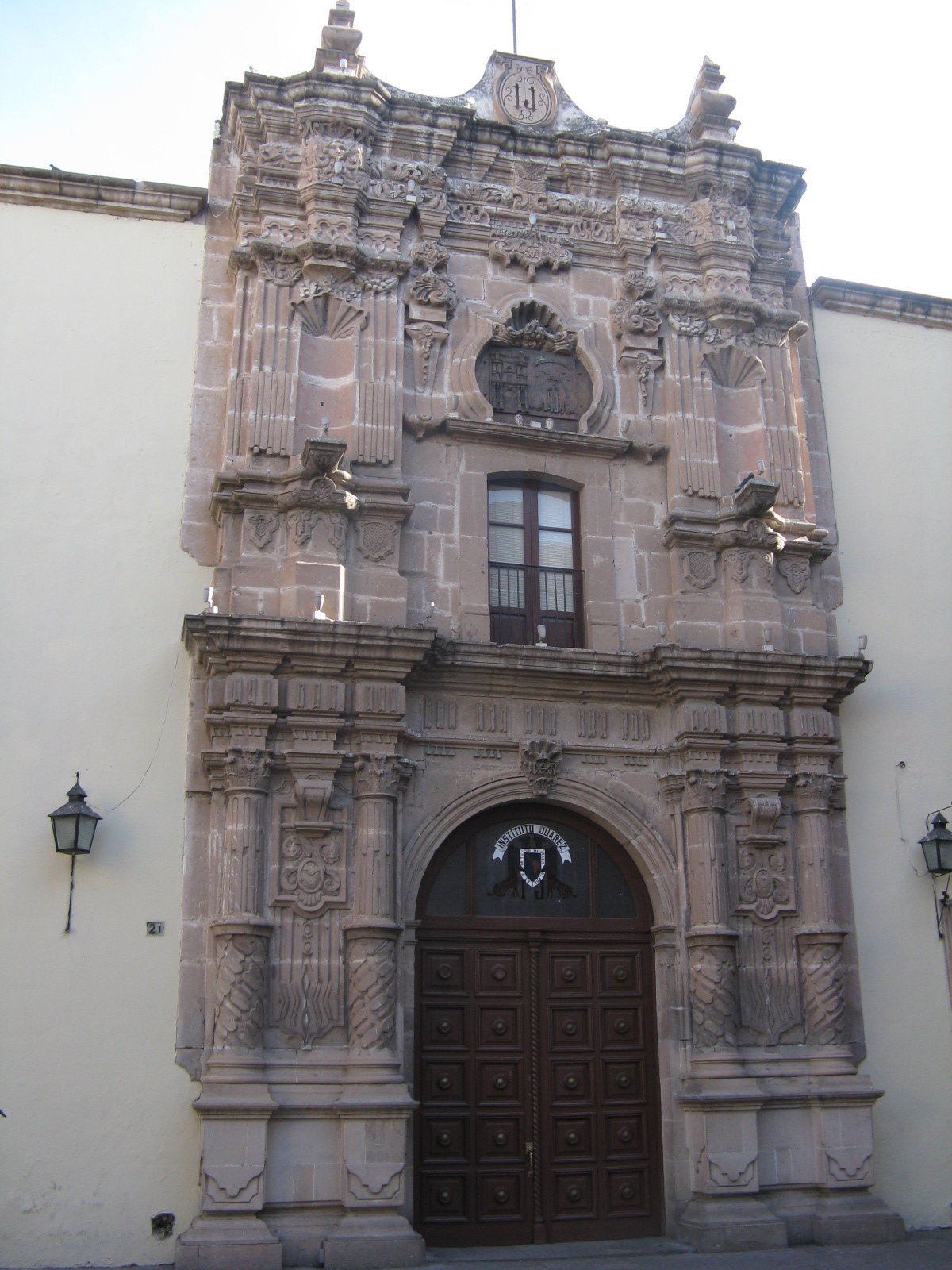
Університет ім. Беніто Хуареса в Дуранго

Після проголошення незалежності Мексика опинилася в складній політичній ситуації і не змогла захистити свої північні території. І хоча іспанські колонізатори уклали з Мексикою мир, проти федерального уряду розпочали боротися племена Команчо та Апачі. До 1825 року ними велася війна в Техасі, Нью-Мексико, Коауїлі, Нуево-Леоні, Чиуауа та Дуранго. На той час Мексика була знесилена десятилітньою війною з іспанцями і не могла чинити сильний опір проти набігів войовничих племен. Внаслідок сутичок уряду з племенами Команчо загинули тисячі мексиканських солдатів.
У 1834 році Мексика підписала свій третій мирний договір з племенами Команчо в Техасі. Проте майже одразу Мексика порушила мирний договір, і Команчі відновили свої набіги в Техасі та Чиуауа. У наступному році Сонора, Чиуауа та Дуранго залишились під контролем племен. Між 1848 та 1853 роками Мексика висувала 366 разів скарги щодо набігів племен Команчі та Апачі, що прибували з північного кордону поміж Мексикою та США. В урядовому протоколі за 1849  рік зазначалася кількість вибухівки і завданої шкоди на ранчах племенами Апачі. У 1852 році племена Команчо відійшли повністю на північні землі Коауїлу, Сонору, Чиуауа та Дуранго. Деякі племена осіли в Тепіці (нині Наяріти) —-- приблизно в 1100 км² від кордону Мексики з США.

### Революційні події в Дуранго (1910—1917)

Революційний комітет Дуранго. 5 центаво, 1914 рік

Під час мексиканської революції Дуранго став одним з найактивніших штатів. 19 листопада 1910 року відбулося перше повстання із захоплення міста Гомес-Паласіо.  Революційні лідери були або родом з Дуранго, або використовували штат як базу для проведення операцій. Під час революційних подій тут готувалися війська Франціско Вілья, Каліксто Контрераса, Северинго Ценцероса, Августина Кастро, Оресте Перейра, особливо в регіоні ла-Лагунера.  Північна дивізія базувалася у Хасієнді де-ла-Лома, з метою об'єднання сил Дуранго та Чіуауа. 
Між квітнем та червнем 1913 року штат Дуранго потрапив у тривалу облогу революційних сил. В результаті боїв 18 червня місто було поруйноване, бл. двадцяти великих та бл. сотні дрібних крамниць, а також фермерські ранчо, були розграбовані, а будівлі спалені. Після захоплення Дуранго економіка штату почала суттєво занепадати, при тому що до цих подій Дуранго був одним з найзаможніших і освітянських штатів півночі. В штаті почалося масове безробіття і  селянські та робітничі бунти стали типовими для Дуранго.. 
5 лютого 1917 року було оприлюдено нову Конституцію Мексики, яка поклала край основним селянським та робітничим бунтам. Нова мексиканська конституція стала головним підсумком революції. Президент Карранса надав сили закону реформам, обіцяним у його революційних декретах. Текст документа загалом повторював положення конституції 1857, але додавав до них три принципово важливих статті. Стаття третя передбачала запровадження загальної безкоштовної початкової освіти; стаття 27 оголошувала всі землі, води і надра на території Мексики національною власністю, а також декларувала необхідність розділу великих латифундій і встановлювала принципи та процедуру проведення аграрної реформи; стаття 123 була кодексом законів про працю. За цією конституцією запроваджувалось прогресивне трудове законодавство, 8-годинний робочий день, визначались умови і мета аграрної реформи, принципи зовнішньої політики. Дуранго став одним з першим штатів, який почав застосовувати тези конституції в дії. Такі поняття, як самоврядування, вільні вибори для всіх муніципалітетів, трудове законодавство, обов'язкова та безкоштовна освіта, аграрна реформа — швидко почало підвищувати економічне становище Дуранго. 

### Наш час

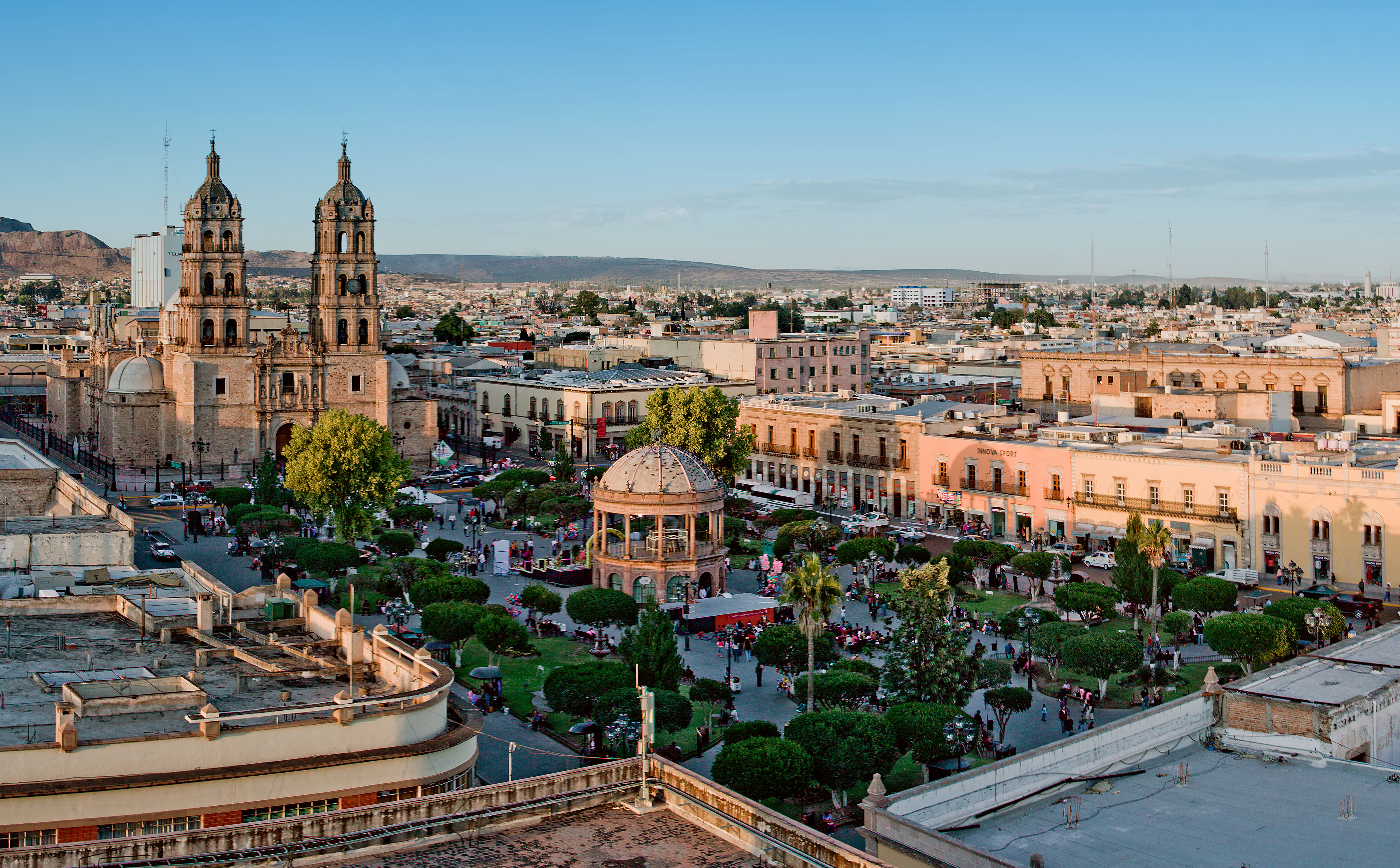
Вікторія-де-Дуранго

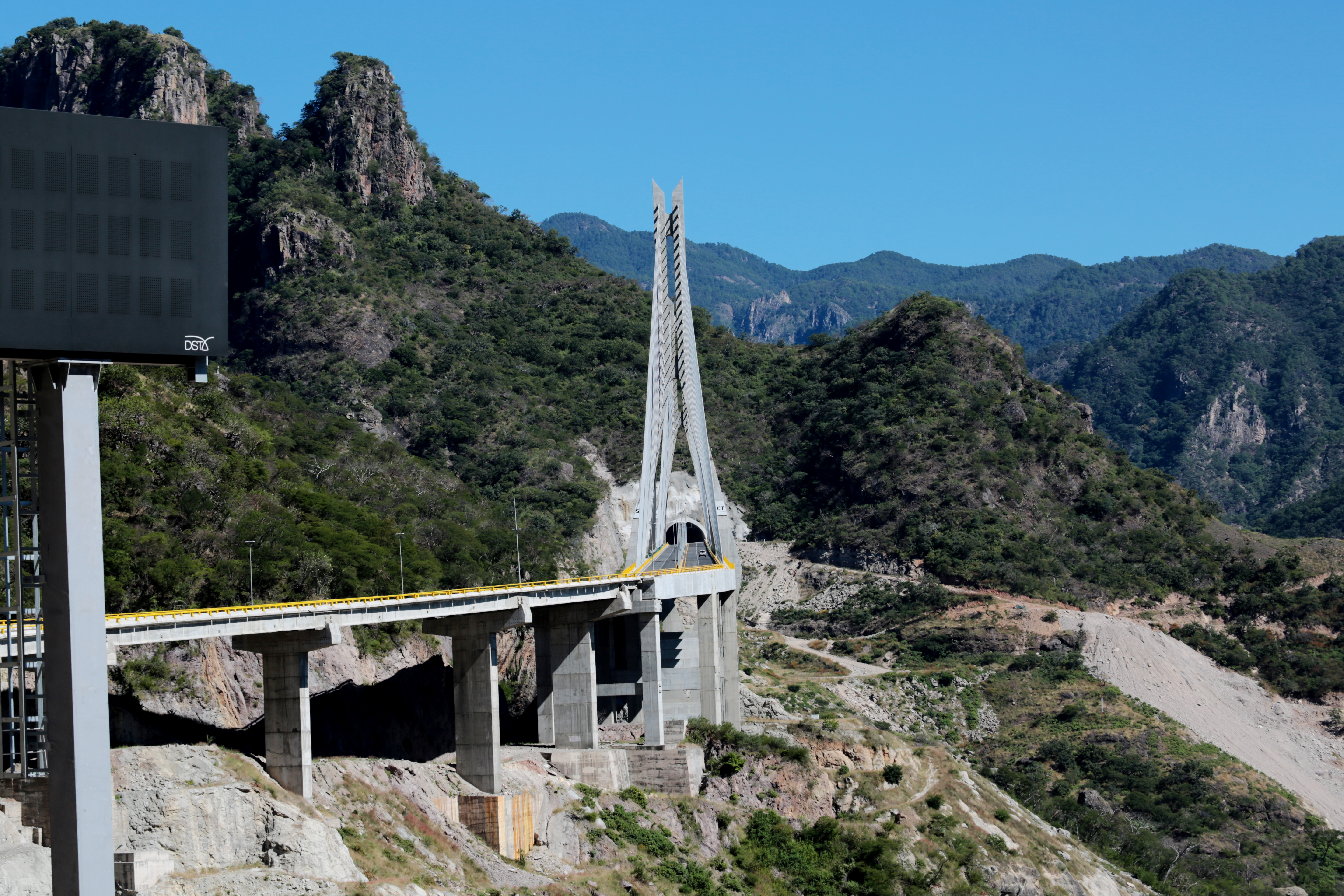
Міст Балуарте на трасі Дуранго-Масатлан

Після революційного періоду в історії Мексики відбувся процес перерозподілу землі, який тривав декілька десятиліть, але це не вплинуло на земельні ділянки на найбільш прибуткових землях. Під час керування губернатора Енріке Р. Кальдерона великі земельні ділянки були розділені на едіди. У той же час муніципалітет Тлахуліло був розділений на два муніципалітети Мапімі та Гомез-Паласіо. Все ж до 1930-х років новий уряд не зміг стабілізувати  економічне та політичне становище у штаті, оскільки намагався протистояти федеральній модернізації. Питання земельної реформи та освіти були головними критеріями для невдоволення мас. У період з 1926 по 1936 рр. в Дуранго формувалися загони повстанців для допомоги священникам у війні Крістеро. У 1929 році в Ескобарі відбулося найбільше повстання проти уряду. Найсильніші повстання вибухали у центрі та на півдні штату, включаючи столицю штату Вікторія-де-Дуранго. 
У середині XX ст. було створено кілька вищих навчальних закладів, включаючи університети та технологічні інститути. 
В першій половині XX ст. зруйнований центр столиці під час мексиканської революції почав відбудовуватись та розширюватись. Поруч із залізничною лінією, фактично на руїнах з'явилася перша колонія Обрера. У  60-70-х роках до відбудованого міста почалася міграція переважно із сільської місцевості через сильні посухи та бідність в надії на заробітки в промислових районах. Ренесанс районів приніс розвиток інфраструктур. У 80-х роках були модернізовані автомагістралі до Гомес-Паласіо та Сьюдад-Хуаресу, а також побудована магістраль до Торреону та Монтерею. У 1989 році на північно-західній частині Дуранго виник новий муніципалітет Нуево-Ідеал, який раніше був частиною муніципалітету Канатлану. Наприкінці XX ст. від муніципалітету Сучілу була відділена частина, яка стала новим муніципалітетом Вісенте-Герреро. 
Дуранго є частиною «золотого трикутника» наркоторгівлі в Мексиці. Більша частина насильницьких дій пов'язана з війнами поміж бандитськими угрупуваннями, які контролюють катрель Сіналоа. В 2006  році посаду президента Мексики зайняв Феліпе Кальдерон, який почав боротьбу з наркобізнесом у країні, а також провів імміграційну реформу, за якою нелегальна міграція до Мексики перестала бути кримінальним злочином. Під час розкриття злочинів, що були пов'язані з наркотиками, в Дуранго був знайдений нелегальний цвинтар, на якому було поховано бл. 160 чоловік, що раніше вважалися безвісти зниклими. Нова хвиля насильства почалася в 2009—2011 роках. Пограбування на шосе стало найголовнішою проблемою, особливо на трасі, що вела до Мазатлану, і вважалася найбільш небезпечною у Мексиці. В кінці цього періоду було збудовано і відкрито нову об'їзну дорогу, завдяки якій вдалося припинити насильницькі дії. Останні роки відбулося значне підвищення економічного становища Дуранго. 